# Veljkovo
Veljkovo (kyrillisch Вељково) ist ein Dorf in der Opština Negotin im Bezirk Bor im Osten Serbiens.

## Geschichte und Namen
Das erste Mal wird das Dorf 1530 in türkischen Aufzeichnungen mit 28 Häusern erwähnt und 1586 mit lediglich zehn Häusern. 
Auf österreich-ungarischen Karten der Region aus dem Jahr 1718 wird es unter dem Namen Bljivanovac erwähnt. Bis zum 19. Jahrhundert, als das Dorf den Namen Veljkovo erhielt, behielt es den Namen Bljivanovac.

## Einwohner
Die Volkszählung 2002 (Eigennennung) ergab, dass 206 Menschen im Dorf leben.
Davon waren:
|           | Anzahl | Prozent |
| Gesamt    | 206    | 100     |
| Serben    | 203    | 98,54   |
| Kroaten   | 1      | 0,48    |
| Rumänen   | 1      | 0,48    |
| Unbekannt | 1      | 0,48    |

Weitere Volkszählungen:
- 1921: 526[3]
- 1948: 547
- 1953: 560
- 1961: 483
- 1971: 443
- 1981: 371
- 1991: 316